# Ubirajara van Kolck
Ubirajara Lourençao van Kolck, auch Bira van Kolck, (* 1963) ist ein brasilianisch-amerikanischer Physiker.

## Leben
Van Kolck studierte Physik an der Universidade de São Paulo mit dem Bachelor-Abschluss 1984 und dem Master-Abschluss am dortigen Institut für Theoretische Physik 1987 (Titel: Quantização estocastica e teorias de Gauge). Er wurde 1993 bei Steven Weinberg an der University of Texas at Austin promoviert. Als Post-Doktorand war er an der University of Washington (1996/97 als Research Assistant Professor) und 1998 bis 2000 am Kellogg Radiation Laboratory des Caltech. 2000 wurde er Assistant Professor, 2003 Associate Professor und 2009 Professor an der University of Arizona. Außerdem ist er Direktor am CNRS.
Er forscht über effektive Feldtheorien (EFT) in der Kernphysik (mit Verbindung zur zugrundeliegenden Beschreibung durch die  Quantenchromodynamik) aber auch in der Atom- und Molekülphysik. Diese separieren Energieskalen in physikalischen Systemen und ihre Parameter können für die störungstheoretische Entwicklung von Niedrigenergie-Observablen benutzt werden. Außerdem sind sie häufig durch Symmetrien eingeschränkt, in der Kernphysik insbesondere durch die chirale Symmetrie (chirale Störungstheorie). Ihm gelang erstmals die Ableitung der Kernkräfte aus der chiralen Störungstheorie mit quantitativer Anpassung an die Phasenverschiebungen in der Zweinukleonstreuung. Van Kolck formulierte das no core Schalenmodell als EFT in einer Basis von harmonischen Oszillatorwellenfunktionen und er entwickelte eine EFT für Cluster mit Anwendung auf die Beschreibung von Halokernen. In der Kern-, Atom- und Molekülphysik entwickelte er eine Kontakt-EFT für Systeme mit großen  Streulängen. Er demonstrierte die prinzipielle Berechenbarkeit thermischer Eigenschaften von Kernmaterie auf dem Gitter mit Hilfe von effektiven Feldtheorien, formulierte eine Renormierungsgruppentheorie (RG) singulärer Potentiale und eine RG-Analyse des Dreikörpersystems mit kurzreichweitigen Potentialen (Entdeckung des Grenzzyklus-Verhaltens der Dreikörperkraft).
Außerdem entwickelte er einen Theorierahmen für die Untersuchung der Verletzung von Parität und Zeitumkehrinvarianz in nuklearen Systemen. Er war 2003 an dem Experiment {\displaystyle dd\to \pi _{0}\alpha } beteiligt (E. Stephenson u. a., University of Indiana), das Verletzung der Ladungssymmetrie zeigte, und sagte das Vorzeichen der Ladungssymmetrieverletzung in der Reaktion {\displaystyle pn\to d\pi _{0}} vorher (Experiment von Allena Opper u. a., 2003).  In der Kernphysik, die im Niedrigenergiebereich ladungssymmetrisch (Isospin-invariant) ist, folgt die Verletzung der Ladungssymmetrie aus den unterschiedlichen Massen und Ladungen der up und down Quarks, aus denen Protonen und Neutronen aufgebaut sind, und die Experimente liefern Rückschlüsse auf die up-down-Quark-Massendifferenz.
Van Kolck war Gastwissenschaftler an der University of Washington und der Universidade Estadual Paulista in Sao Paulo. 2002 bis 2006 war er Sloan Research Fellow und 2000 bis 2004 RHIC Physics Fellow am Brookhaven National Laboratory und er war DOE Outstanding Junior Investigator. 2004 wurde er Fellow der American Physical Society. 2015 erhielt er den Paul-Langevin-Preis. 2020 erhielt er den Herman Feshbach Prize in Theoretical Nuclear Physics für Pionierbeiträge zu effektiven Feldtheorien in Kernen, die die theoretische Niedrigenergie-Kernphysik transformierten (Laudatio). Ebenfalls 2020 wurde er zum Mitglied der Academia Europaea gewählt.

## Schriften (Auswahl)
- mit C. Ordonez: Chiral lagrangians and nuclear forces, Physics Letters B, Band 291, 1992, S., 459–464
- Few-nucleon forces from chiral Lagrangians, Phys. Rev. C, Band 49, 1994, S. 2932
- mit C. Ordonez, L. Ray: Nucleon-nucleon potential from an effective chiral Lagrangian, Phys. Rev. Lett., Band 72, 1994, S. 1982
- mit C. Ordonez, L. Ray: Two-nucleon potential from chiral Lagrangians, Phys. Rev. C, Band 53, 1996, S. 2086
- mit P. F. Bedque: Nucleon-deuteron scattering from an effective field theory, Physics Letters B, Band 428, 1998, S. 221–226
- mit P. F. Bedque, H. W. Hammer: Effective theory for neutron-deuteron scattering: Energy dependence, Phys. Rev. C, Band 58, 1998, R 641
- mit P. F. Bedaque, H. W. Hammer: Renormalization of the three-body system with short-range interactions, Phys. Rev. Lett., Band 82, 1999, S. 463
- Effective field theory of short-range forces, Nucl. Phys. A, Band 645, 1999, S. 273–302
- mit P. F. Bedque, H. W. Hammer: The three-boson system with short-range interactions, Nucl. Phys. A, Band 646, 1999, S. 444–466
- Effective field theory of nuclear forces, Progress in Particle and Nuclear Physics, Band  43, 1999, S. 337–418
- mit J. L. Friar, D. Hüber: Chiral symmetry and three-nucleon forces, Phys. Rev. C, Band 59, 1999, S. 53
- mit P. F. Bedque, H. W. Hammer: Effective theory of the triton, Nucl. Phys. A, Band 676, 2000, S. 357–370
- mit C. A. Bertulani, H. W. Hammer: Effective field theory for halo nuclei: shallow p-wave states, Nucl. Phys. A, Band 712, 2002, S. 37–58
- mit P. F. Bedque: Effective field theory for few-nucleon systems, Annual Review of Nuclear and Particle Science, Band 52, 2002, S. 339–396
- mit S. R. Beane, P. F. Bedque, M. J. Savage: Towards a perturbative theory of nuclear forces, Nucl. Phys. A, Band 700, 2002, S. 377–402
- mit S. L. Zhu, C. M. Maekawa, B. R. Holstein, M. J. Ramsey-Musolf: Nuclear parity violation in effective field theory, Nucl. Phys. A, Band 748, 2005, S. 435–498
- mit A. Nogga, R. G. E. Timmermans: Renormalization of one-pion exchange and power counting, Phys. Rev. C, Band 72, 2005, S. 054006
- mit J. Engel, M. J. Ramsey-Musolf: Electric dipole moments of nucleons, nuclei, and atoms: The Standard Model and beyond, Progress in Particle and Nuclear Physics, Band 71, 2013, S. 21–74